# Otto Miller (Geistlicher)

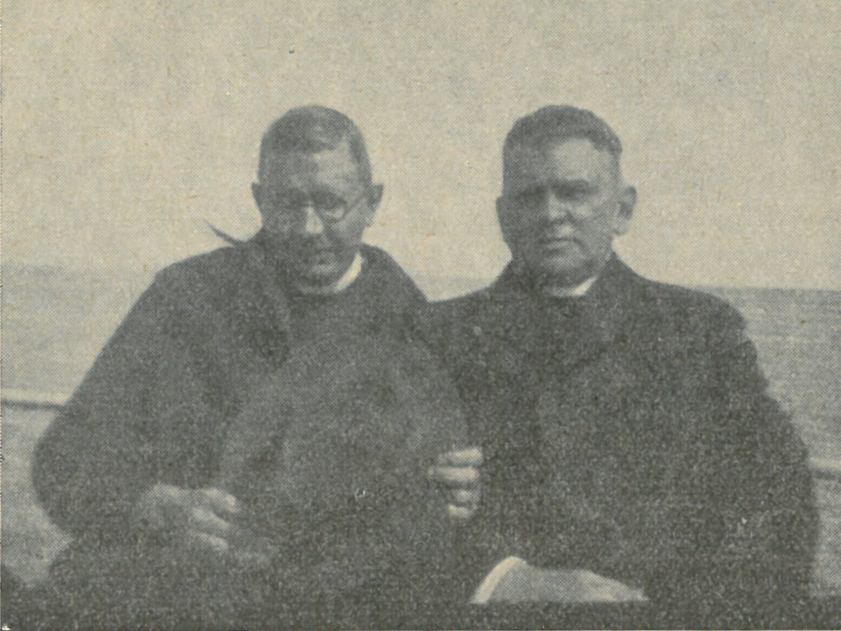
Otto Miller (rechts) und Aloys Marquardt

Otto Franz Josef Miller (* 27. Juli 1879 in Mehlsack im Ermland; † 4. Januar 1958 in Wewelsburg bei Paderborn) war ein deutscher katholischer Geistlicher, Schriftsteller und Kirchenlieddichter.

## Leben
Otto Miller wurde 1879 im Kreis Braunsberg geboren. Im Jahr 1884 zog er nach Braunsberg und besuchte das örtliche Gymnasium. Nach dem Abitur ging er auf das katholische Priesterseminar und empfing in Frauenburg am 8. Februar 1903 die Priesterweihe vom Bischof Andreas Thiel. Im Anschluss wirkte er als Kaplan bei Pfarrer Johannes Tietz in Neuteich. Er erhielt vom Domkapitel in Frauenburg das „Stipendium Preuckianum“, das vom ermländischen Domherrn Johann von Preuck 1631 testamentarisch gestiftet worden war, um ermländischen Theologen ein Studium in Rom zu ermöglichen. So reiste er 1906 nach Rom und studierte dort Philosophie und Archäologie. 1908 kehrte er nach Ermland zurück und war bis 1909 Kaplan in Seeburg. Im Jahr 1909 reiste er nach Italien und war Pfarrer in Genua. Er studierte an der Albert-Ludwigs-Universität Freiburg in Freiburg im Breisgau beim Historiker Heinrich Finke und wurde dort 1912 mit der Dissertation Dantes Geschichtsphilosophie zum Doktor der Philosophie promoviert. Im Jahr 1911 wurde er in Frauenburg zum zweiten Bischofssekretär von Augustinus Bludau berufen und 1922 wurde er dort erster Sekretär an der bischöflichen Kurie. Zeitgleich war er ab 1922 ein Landpfarrer in Thiergart (heute Zwierzno) im Dekanat Marienburg.
Er publizierte in der Akademischen Bonifatius-Korrespondenz und der Ermländischen Zeitung. Nach der NSDAP-Machtübernahme 1933 würde ihm der Religionsunterricht untersagt. In der Zeit von 1936 bis 1938 verfasste er mehrere Kirchenlieder für das von Bischof Maximilian Kaller im Jahr 1938 herausgegebene Gesang- und Gebetbuch Lobet den Herrn. Aus Gesundheitsgründen zog er sich 1938 in den Ruhestand zurück und lebte bis Herbst 1944 als Hausgeistlicher bei den Grauen Schwestern von der hl. Elisabeth in Neuhausen-Thiergart (heute Gurjewsk) bei Königsberg (Preußen). 
Wegen der anrollenden Front zog er nach Niederschlesien in ein Kloster in Glogau um. Nach Kriegsende kam er im Zuge der Flucht und Vertreibung der Deutschen aus Mittel- und Osteuropa Anfang 1945 in ein Altersheim nach Freystadt in der Oberpfalz. Nach elf Monaten kam er im Dezember 1946 in ein Lager in Magdeburg in der sowjetischen Besatzungszone. Es gelang ihm die Reise über die Zonengrenze und er kam in einem Kloster der Grauen Schwestern in der Stadt Delmenhorst an. Die letzten Lebensjahre verbrachte er in Wewelsburg bei Paderborn bei den Katharinenschwestern, die im Altersheim St. Joseph alte Menschen aus dem Ermland betreuten.

## Publikationen
- Dantes Geschichtsphilosophie. (zugleich Dissertation Universität Freiburg) Franz Borgmeyer, Hildesheim 1912. OCLC 54373926
- Geist und Form. Kries, Mainz 1919.
- Der ermländische Dichter Julius Pohl. Ein Essay. Bernhardt Teichert, Königsberg 1919.
- mit Eugen Brachvogel: Unsre Heimatstadt Bischofstein. Gedenkblatt zur Volks-Abstimmg am 11. Juli 1920. Hrsg.: Heimatverein Bischofstein, Verlag Lange, Bischofstein 1920.
- Franz von Sales und Franziska von Chantal. Studie. 1920. In: Unser Ermlandbuch 15, S. 25–52.
- mit Eugen Brachvogel, Franz Fleischer: Führer durch Frauenburg. Alfred Seiffert, Elbing 1921.
- Artikel: Bischof Augustinius Bludau. In: Ermländische Zeitung; vom 17. Februar 1930.
- Der Individualismus als Schicksal. Freiburg im Breisgau 1933 → Neuauflage; Glock und Lutz, Nürnberg 1964.
- mit Hermann Ophoven (Komponist): Du bist das Licht. Wir sind die Flut. Chor-Partitur. Musikverlag zum Pelikan, Zürich 1961.
- Wo nimmt man jetzt das Lachen her. Empfehlungen eines freien Geistes. Humor. Glock und Lutz, Nürnberg 1966.
- mit Ernst Laws (Hrsg.): Wenn der Durst nach Gott uns quält. Gebetete Lyrik. Verlag Wort und Werk, Sankt Augustin 1979, ISBN 3-8050-0087-1.

Als Mitwirkender
- mit Eugen Brachvogel: Der Dom in Frauenburg. Ermländische Zeitungs- und Verlagsdruckerei, Braunsberg 1934.
- Georges Longhaye (Verfasser), Fanny Stein (Übersetzerin): Die Predigt. Große Meister und große Gesetze. (La Prédication). Matthias-Grünewald-Verlag, Mainz 1935.

Als Kirchenlieddichter
- In: Lobet den Herrn. Gesang- und Gebetbuch für die Diözese Ermland:
  - Schon steigt das Morgenrot herauf. Gesang am Morgen. Nr. 230.
  - Wieder ist ein Tag zu Ende. Gesang am Abend. Nr. 232.
  - Wieder floß ein Jahr hinab. Nr. 109.
  - Über Ermlands grüne Fluren. Ermlands Herz-Jesu-Lied. Nr. 212.
  - Das Ermland grüßt Dich, ew’ges Rom. Ermländische Papsthymne. Nr. 234.
  - Näher, mein Gott, zu Dir. Nr. 224.

Messgesänge:
- - Christus, sieh, wir knieen nieder. Nr. 36.
  - Du bist das Opfer und die Speise. Nr. 43.
  - Stille, heil’ge Opferstunden. Nr. 29.
  - Wir kommen voll Verlangen. Nr. 44.
  - Heil’ges Gastmahl. Nr. 61.